# سعیدآباد (پردیس)
سعیدآباد، شهری از توابع شهرستان پردیس واقع در استان تهران است.

## جمعیت
این شهر در بخش جاجرود قرار دارد و براساس سرشماری مرکز آمار ایران،جمعیت آن ۷،۲۰۰ نفر (۲،۰۱۲ خانوار) بوده‌است.